# Closterium setaceum
Closterium setaceum là một loài Song tinh tảo trong họ Desmidiaceae, thuộc chi Closterium.